# Obce v Rakousku
Rakousko se dělí na 9 spolkových zemí. Spolkové země se dělí dále na okresy, kterých je 80, a statutární města, jichž je 15. Každý okres je dále dělen na obce, městyse a města. Vídeň je spolková země a zároveň město. Celkem je v Rakousku 202 měst a 1 901 obcí.